# 澳洲安全情報組織
澳洲安全情报组织，澳洲的安全情报机构。它是负责保护国家及其公民安全，对外国干涉、政治暴力和恐怖主义进行防御和反击的组织。

## 权力和责任
特别调查权包括：
- 截取通讯；
- 检查邮政和递送物品；
- 使用秘密监视和跟踪设备；
- 远程访问计算机，包括改变数据和对网站攻击；
- 秘密进入和搜查处所；
- 对普通公民进行跟踪和调查；
- 强制讯问犯罪嫌疑人；
- 扣押犯罪嫌疑人护照；
- 防止犯罪嫌疑人离开澳大利亚。

## 与外国相关机构联系
该机构与其他120多个国家的情报和安全机构保持密切联系。